# Göbekli Tepe

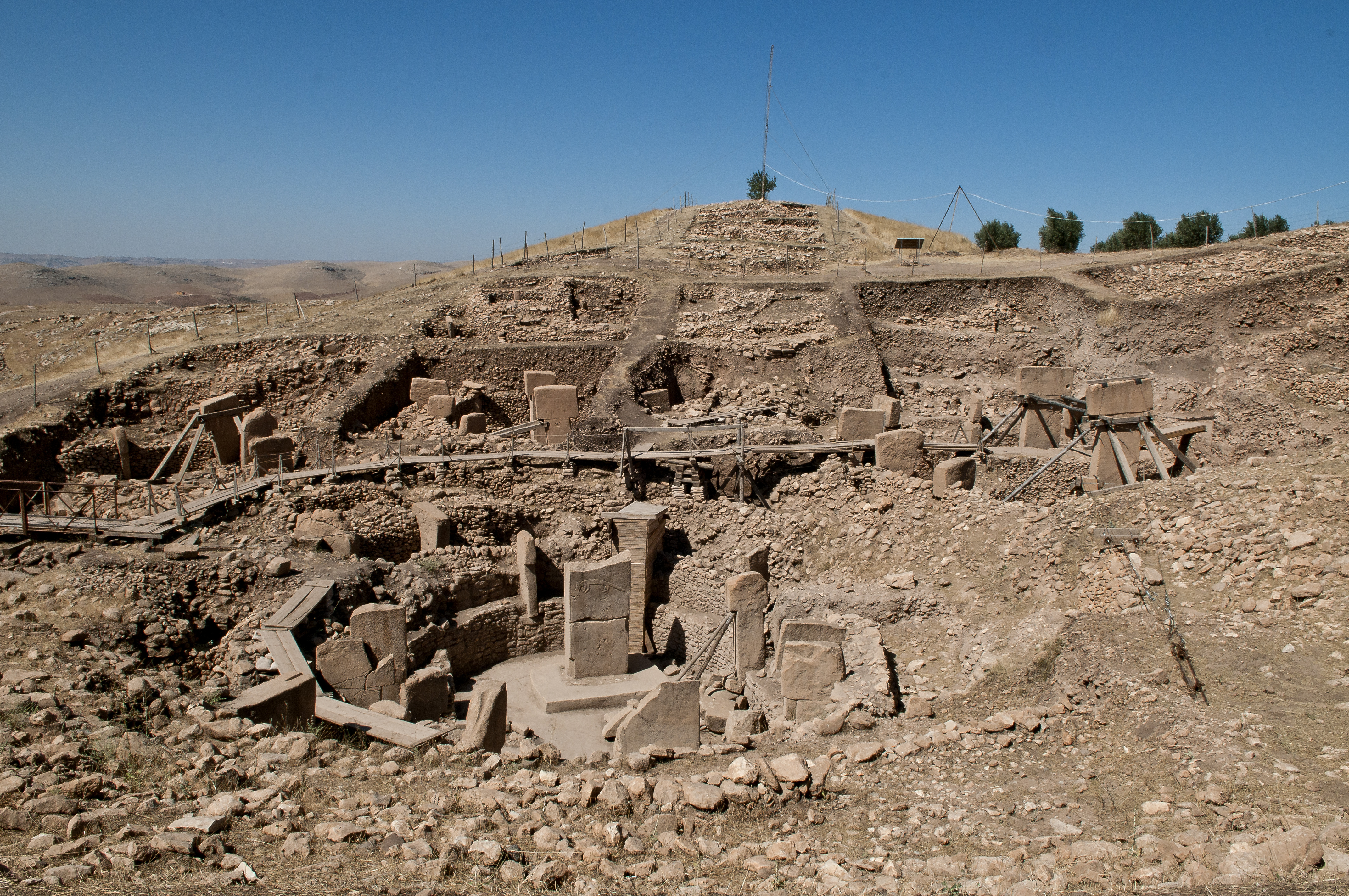
Göbekli Tepe, Șanlıurfa, 2011

Göbekli Tepe [ɡøbe̞kli te̞pɛ] este un sanctuar Neolitic ridicat pe o creastă de munte din sud-estul Anatoliei, aflat la circa 15 km, nord-est, de orașul Șanlıurfa. Acesta este cea mai veche structură religioasă cunoscută realizată vreodată de om. Cel mai probabil, sanctuarul a fost construit de către vânători-culegători în cursul mileniului al X-lea î.Hr., situl fiind excavat de către arheologi turci și germani încă din anul 1994.
Împreună cu Nevalı Çori, acest sit a revoluționat statutul Neoliticului Euroasiatic.  
Göbekli Tepe  ( turcă  Göbekli Tepe  -  „Potbellied Hill” , lit.  „Hill - navel”, „ Navel of the Earth ”  ,  kurdă.  Xirabreșk / Girê Mirazan , lit.  „Hill of Desires” ) - un complex de temple situat la 8 kilometri nord-est de orașul  Sanliurfa , la 2,5 kilometri de satul  Orencik [turcă]  il  Sanliurfa  din regiunea  Anatoliei de Sud-Est   ( Turcia )  .
Este cea mai veche dintre marile  structuri megalitice  din lume. Vârsta sa este estimată a fi de până la 12.000 de ani, datând provizoriu cel puțin din  mileniul al IX-lea î.Hr.  , conform studiilor geomagnetice efectuate în 2003  . Este o structură de formă rotundă (cercuri concentrice), al cărei număr ajunge la 20. Suprafața unor coloane este acoperită cu reliefuri. Multă vreme (9,5 mii de ani) a fost ascuns sub dealul Gobekli Tepe cu o înălțime de aproximativ 15 metri și un diametru de aproximativ 300 de metri. Descoperirile arheologice din Gobekli Tepe și  Nevali Chori  au revoluționat înțelegerea neoliticului timpuriu  în  Orientul Mijlociu  și  Eurasia  în ansamblu  .
Astăzi, templele din Gobekli Tepe sunt cele mai vechi lăcașuri de cult. Construcția lor a început în  mezolitic  și a continuat câteva mii de ani.
Complexul arheologic este format din trei straturi principale, care datează din epoca neolitică. Cel mai vechi este stratul III, care aparține  culturii neolitice pre-ceramice A  (PPNA)  . În acest strat s-au găsit coloane monolitice de până la 3 m înălțime, legate prin pereți din piatră brută într-o clădire rotundă sau ovală în plan. Coloane similare au fost amplasate în centrul structurii. Clădirea conținea podele din calcar ars , bănci joase de piatră de-a lungul pereților și sculpturi de mistreți și vulpi. În total, au fost descoperite patru astfel de structuri cu un diametru de 10 până la 30 m Conform cercetărilor geofizice, încă 16 astfel de structuri sunt ascunse în adâncurile dealului. Piatra a fost extrasă în apropiere, prin spargerea ei folosind pene de piatră. În cariere au fost găsite mai multe coloane neterminate, lungimea cărora a ajuns la 9 m.
Stratul II corespunde  perioadei Neoliticului B pre-ceramic  (PPNB) (7500–6000 î.Hr.). În această epocă, peste structurile antice îngropate au fost construite săli patrulatere cu podele de calcar lustruit . Straturile superioare sunt deteriorate de intemperii și ulterior de agricultura.
Coloanele templelor sunt decorate cu  sculpturi în piatră  sub formă de animale și  pictograme abstracte . Ele nu pot fi  un sistem de scriere , dar reflectă  simbolurile sacre utilizate în mod obișnuit  ale culturii lor, cunoscute pentru alte  culturi neolitice  .
Printre imaginile recunoscute se numără  tauri ,  mistreți  ,  vulpi ,  lei ,  gazele ,  șerpi  și  crocodili ,  furnici ,  scorpioni ,  păianjeni , păsări, cel mai adesea  vulturi plesuvi  și  rațe .
Imaginile vulturilor sunt asociate cu particularitatea cultului local; se presupune că morții nu au fost îngropați, ci au fost lăsați să fie devorați de vulturi (adopții mai târzii de  adoratorii focului ), iar capetele lor au fost separate de corp și păstrate ca obiect  de cult al strămoșilor  (ca și în cultura anterioară  natufiană ) . Există puține imagini ale unei persoane, printre acestea se numără și o imagine a unui corp fără cap înconjurat de vulturi. Există, de asemenea, imagini cu mâini pe coloanele în formă de T, eventual reprezentând oameni  .
Multe artefacte din silex (în principal vârfuri de săgeți și răzuitoare), precum și oase de animale, au fost găsite în temple. Se presupune că complexul templului a fost un obiect de pelerinaj pentru oamenii, care trăiau la sute de kilometri distanță. Aici aveau loc activități rituale și, eventual, sacrificii. Cu toate acestea, un număr de clerici locuia în mod constant lângă templu  .
Deși complexul aparține în cea mai mare parte culturii  neolitice pre-ceramice , nu au fost găsite urme de animale sau plante domestice în straturile sale cele mai vechi. Aparent, vânătorii-culegătorii mezolitici au început construcția acestuia. Totodată, construcția complexului a fost finalizată de oameni care stăpâniseră deja agricultura. Se presupune că cultul Göbekli Tepe a jucat un rol cheie în apariția  agriculturii . Este de remarcat faptul, că pe Muntele Karacadağ , la 30 km de Göbekli Tepe, crește o subspecie sălbatică de  grâu , din care, conform  studiilor genetice,  provine grâul domesticit. 
Potrivit psihologului arhitectonic Collin Ellard, construcția complexului nu urmărea   scopuri utilitare, ci magice . Ellard crede că coloanele au fost sculptate cu imagini  de totemuri , al căror scop era să învingă  teama de moarte . Potrivit unei alte versiuni, Göbekli Tepe a fost conceput ca un loc de vindecare de boli  . De asemenea, s-a sugerat că structurile Gobekli Tepe nu sunt un complex de templu, ci un observator  .

## Contextul cronologic
[ editează  |  edita codul ]
Toate concluziile referitoare la complexul templului Gobekli Tepe sunt încă preliminare, deoarece săpăturile sunt efectuate doar pe 5% din teritoriul său. Arheologii cred că cercetările vor continua timp de aproximativ 50 de ani. Șeful săpăturilor, Klaus Schmidt, a intenționat să lase neatins cea mai mare parte a complexului, păstrându-l pentru oamenii de știință din generațiile viitoare (când metodele arheologice ar trebui probabil să devină mai sofisticate)  .
Datarea părții studiate datează sfârșitul stratului III în mileniul IX î.Hr. e., iar începutul său - până în mileniul X î.Hr. e. sau mai devreme. Stratul II datează din mileniile 8-9 î.Hr. e.
Deoarece complexul a apărut chiar înainte de începerea  revoluției neolitice , originea agriculturii  și  a creșterii vitelor din această regiune   ar trebui aparent atribuită epocii de după 9 mii de ani î.Hr. e. În același timp, construirea unei astfel de structuri grandioase a necesitat eforturile unui număr mare de oameni și o anumită organizare socială. Acest lucru nu este tipic pentru  mezolitic  . Potrivit unor estimări aproximative, producția și livrarea coloanelor cu greutatea de 10-20 de tone de la carieră la clădire, care sunt despărțite până la 500 m, în lipsa animalelor de tracțiune, a necesitat eforturile a circa 500 de oameni. Unele coloane cântăresc până la 50 de tone, așa că a fost nevoie de și mai mulți oameni pentru a le muta  . Se sugerează chiar că  munca de sclav a fost folosită în astfel de muncă  , ceea ce este, de asemenea, necaracteristic comunităților de  vânători-culegători . Astfel de lucrări necesitau efort sistematic și prezența  unei ierarhii sociale , în care mulți oameni erau subordonați unui singur  lider religios  sau militar, iar liderul religios urma să supravegheze desfășurarea  ritualurilor . În acest caz, însăși existența complexului templului într-o eră istorică atât de îndepărtată indică stratificarea socială într-un stadiu foarte incipient al dezvoltării  culturii neolitice  .
La începutul mileniului al VIII-lea î.Hr. e. Complexul templului Gobekli Tepe și-a pierdut semnificația anterioară. Dar nu a fost pur și simplu abandonat și uitat, să se prăbușească treptat ca urmare a intemperiilor naturale. A fost umplut intenționat cu 300-500 m³ de pământ. Nu se știe de către cine și de ce a fost făcut acest lucru.
Din punctul de vedere al lui Gamkrelidze și Ivanov,  locul a fost patria tuturor  popoarelor indo-europene timpurii , cu toate acestea, acest lucru a fost contestat de un număr de oameni de știință, în special  de Mallory  . Ipoteza armeană este apropiată de acest punct de vedere  , precum și  ipoteza anatoliană  - care mută centrul de iradiere al limbilor indo-europene la vestul Anatoliei.

## Fapte interesante
[ editează  |  edita codul ]
- În 2010, din locul săpăturii a fost furată o stela cu reliefuri ale unui cap de om în partea superioară și un animal în partea inferioară. După acest incident, intrarea persoanelor din afară pe locul săpăturii a devenit restricționată. După finalizarea clădirii muzeului, dotată cu toate tehnologiile moderne, monumentul a fost deschis turiștilor, acum contra cost  .
- Există o ipoteză că construcția complexului ar putea fi asociată cu descoperirea  cimentului natural  și  a betonului  pe baza acestuia  .
- În 2017, cercetătorii de la  Universitatea din Edinburgh  au raportat că au analizat simboluri de pe coloanele complexului templului Göbekli Tepe. Presupunând că desenele însemnau pozițiile corpurilor cerești și comparându-le cu o hartă a constelațiilor vremii, au ajuns la concluzia că o cometă ar fi putut cădea pe Pământ în jurul anului 10950  î.Hr. În opinia lor, imaginea unui bărbat fără cap poate indica numeroasele victime ale acestui dezastru. Perioada ulterioară de la sfârșitul mileniului  al 11-lea  până la sfârșitul  mileniului al 10-lea  î.Hr., așa-numita  Dryas tânără , a fost marcată de o răcire bruscă  .